# Iveco Bus Streetway
L’Iveco Bus Streetway est un autobus produit en collaboration par les construteurs Otokar et Iveco Bus. Il est commercialisé depuis septembre 2021 et est produit en Turquie, dans la province de Sakarya.
Le véhicule est basé sur le châssis de l’Iveco Bus Urbanway et équipé du moteur Iveco Cursor 9. Ce modèle a été ajouté à la gamme Urbanway, sans toutefois remplacer la version originale. 2 longueurs sont proposées, une standard de 12 mètres et une articulé de 18.75 mètres, et la propulsion est disponible en version diesel, biodiesel, biométhanol, gaz et électrique.

## Caractéristiques techniques
| Modèles                                       | Streetway 12 Elec | Streetway 12                   | Streetway 18                   | Streetway 18                   |
| --------------------------------------------- | ----------------- | ------------------------------ | ------------------------------ | ------------------------------ |
| Longueur (mm)                                 | 12 130            | 12 000                         | 18 000                         | 18 750                         |
| Largeur (mm) (sans rétroviseurs)              | 2 550             | 2 540                          | 2 540                          | 2 540                          |
| Hauteur (mm) (avec climatisation)             | 3 350             | - diesel : 3 245 - GNV : 3 390 | - diesel : 3 245 - GNV : 3 390 | - diesel : 3 245 - GNV : 3 390 |
| Empattement(s) (mm)                           |                   |                                |                                |                                |
| Porte-à-faux avant / arrière (mm)             |                   |                                |                                |                                |
| Diamètre de braquage (m)                      |                   |                                |                                |                                |
| Masse à vide (t)                              |                   |                                |                                |                                |
| PTAC (t)                                      |                   |                                |                                |                                |
| Capacité assis + debout = maxi                |                   |                                |                                |                                |
| Nombre de portes                              |                   |                                |                                |                                |
| Hauteur du plancher (mm)                      |                   |                                |                                |                                |
| Réservoir à combustible Gazole / CNG (litres) |                   |                                |                                |                                |